# Ihlow (Brandenburg)
Ihlow is een gemeente in de Duitse deelstaat Brandenburg, en maakt deel uit van het district Teltow-Fläming.
Ihlow telt 646 inwoners.
De dichtstbij gelegen stad is Luckenwalde, dat 35 km ten noordwesten van het dorp Ihlow ligt. De gemeente ligt niet ver ten zuidwesten van Dahme/Mark.
De gemeente bestaat uitsluitend uit kleine, deels door bos omgeven, boerendorpen. Ihlow heeft geen eigen gemeentehuis. De gemeente maakt, samen met drie andere, deel uit van het Amt Dahme/Mark. Dit Amt wordt vanuit het stadje Dahme/Mark bestuurd.

## Indeling gemeente
De volgende Ortsteile maken deel uit van de gemeente:
- Bollensdorf (ruim 100 inwoners)
- Ihlow
- Illmersdorf (ruim 100 inwoners)
- Mehlsdorf (minder dan 100 inwoners)
- Niendorf (circa 100 inwoners)
- Rietdorf (circa 100 inwoners)

Daarnaast kent de gemeente nog één plaats, het zeer kleine dorp Karlsdorf.

## Verkeer en vervoer

### Autowegen
De Bundesstraße 102 loopt door de gemeente.

### Openbaar vervoer
Van en naar Jüterbog en Dahme/Mark bestaat een streekbusverbinding. De gemeente Ihlow is niet per trein bereikbaar.

## Bezienswaardigheden
In de gemeente staan enige evangelisch-lutherse dorpskerken, die door hun ouderdom of door de in het interieur aanwezige liturgische voorwerpen van cultuurhistorisch belang zijn:

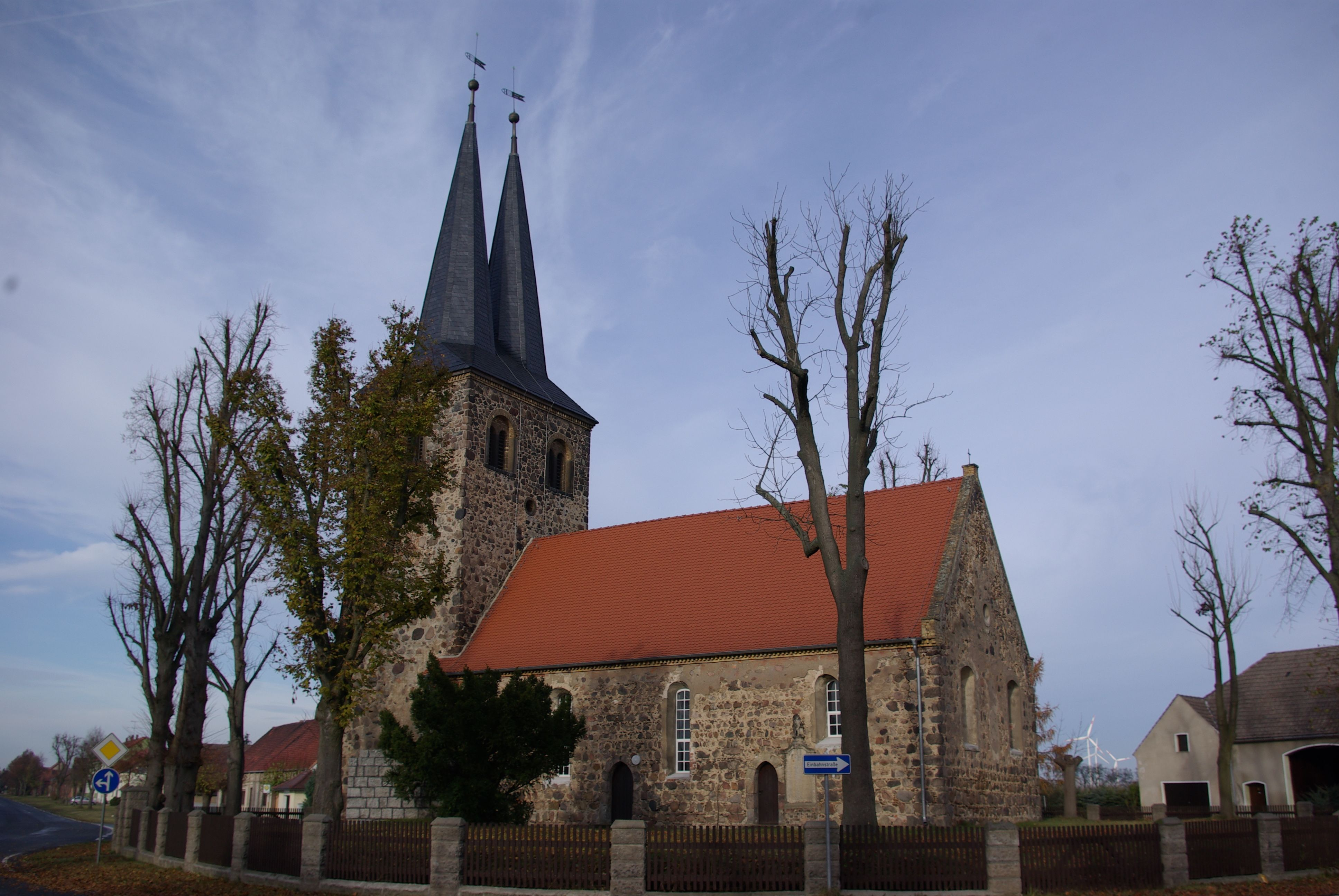
Kerk van Ihlow (Fläming), gebouwd rond 1300, na de grote dorpsbrand van 1875 ingrijpend gerestaureerd
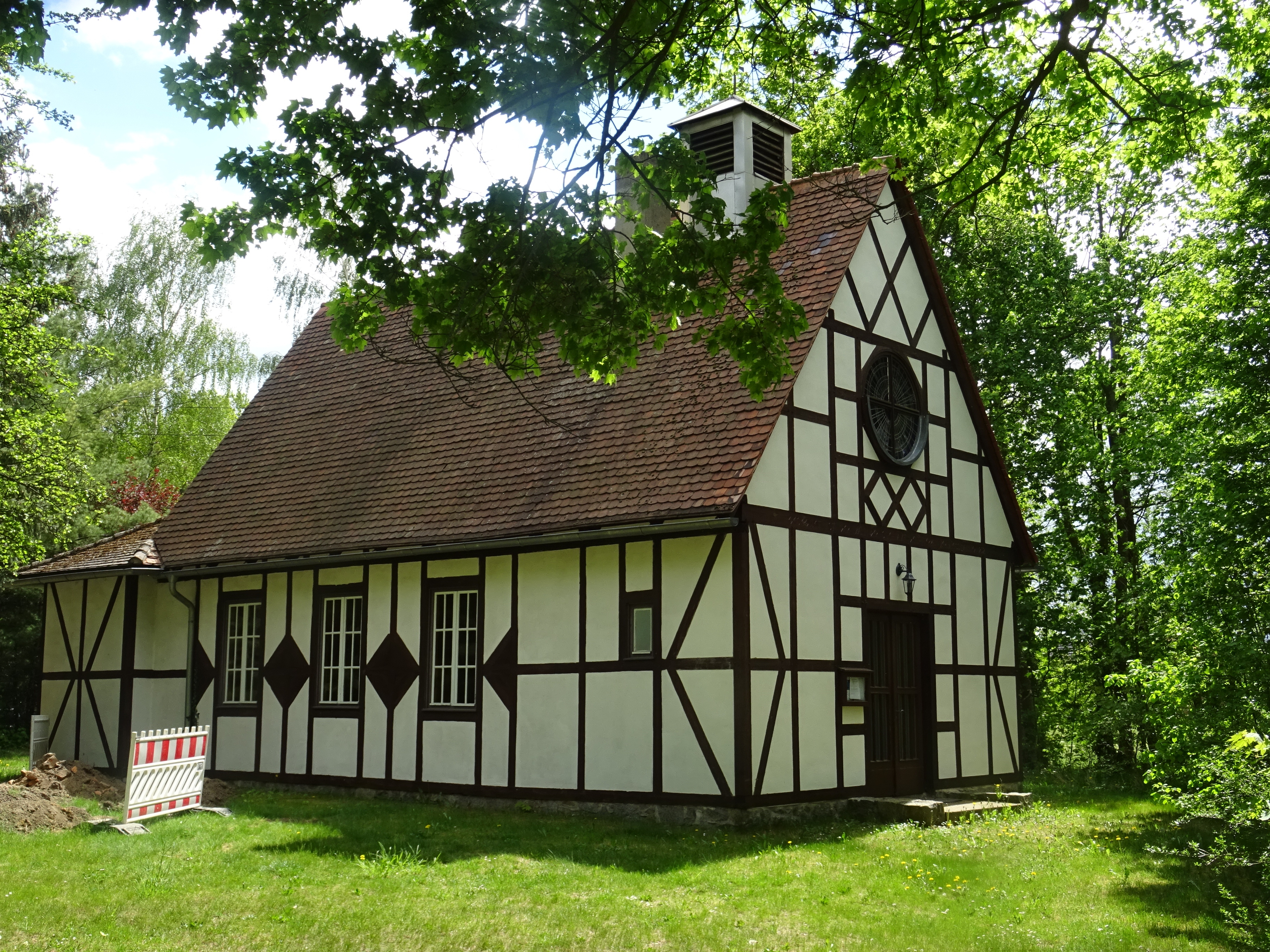
Kerkje van Bollensdorf (1952)
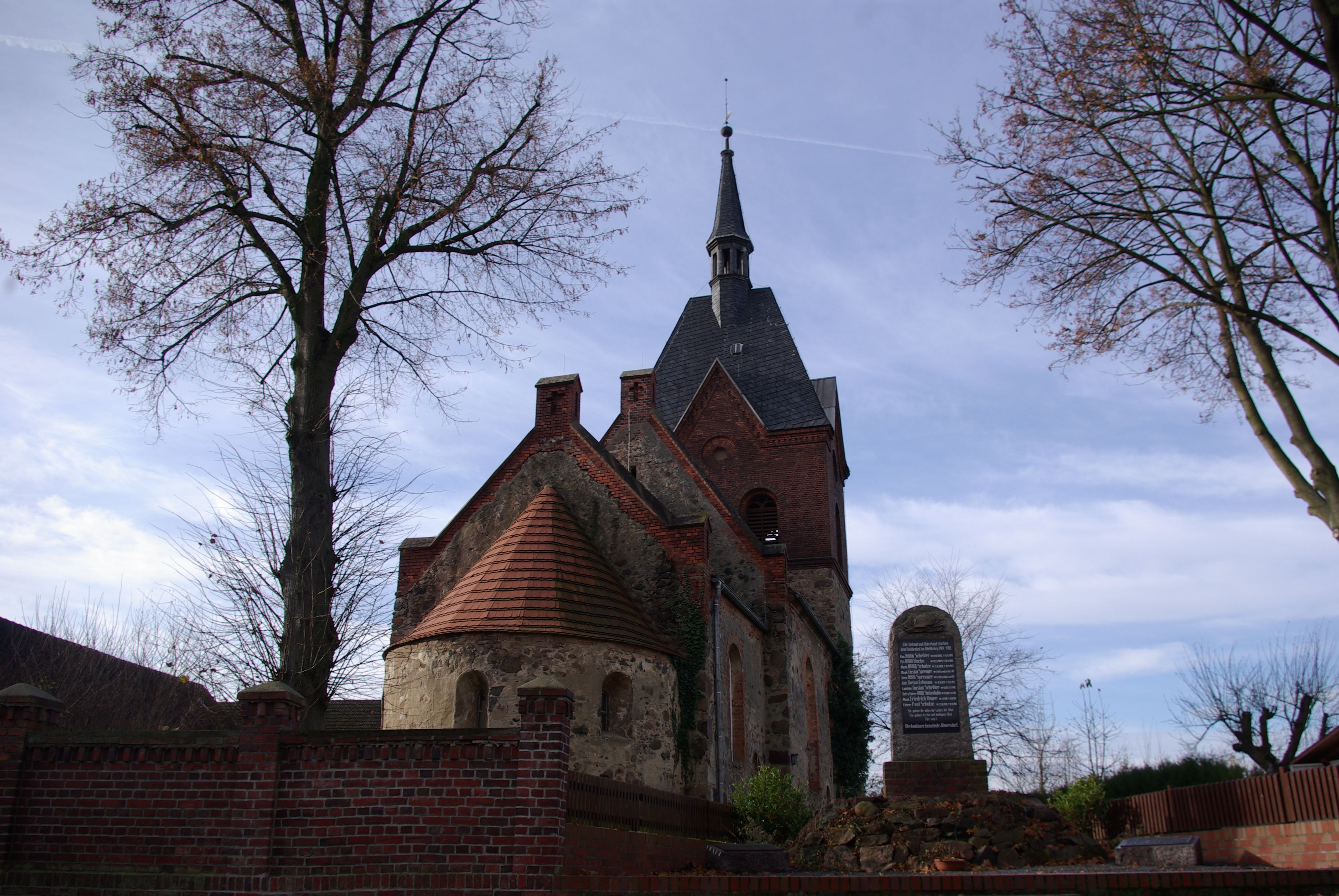
Kerkje van Illmersdorf (13e eeuw)
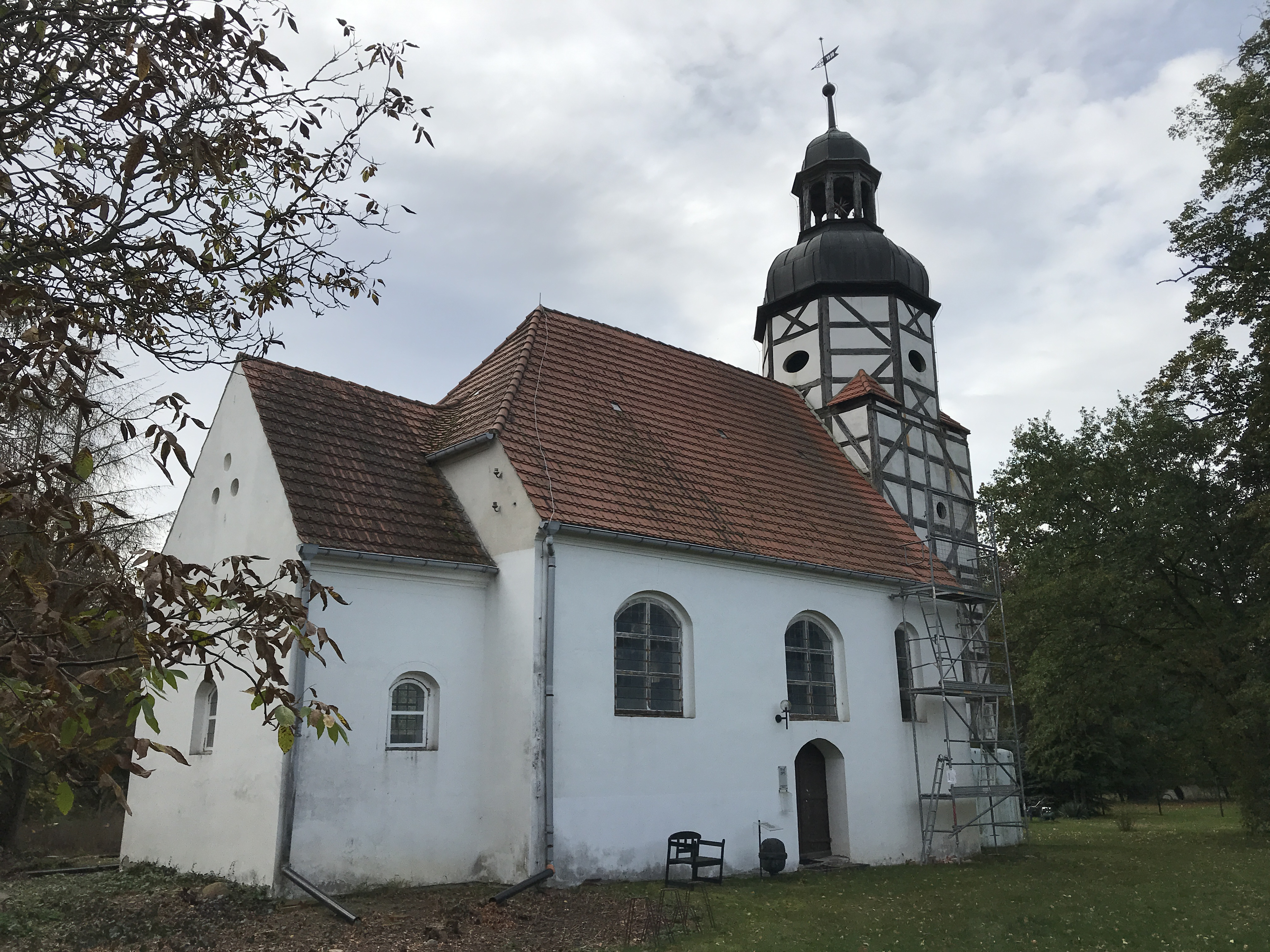
Kerkje van Mehlsdorf (1665; met altaarstuk uit de bouwtijd van de kerk)
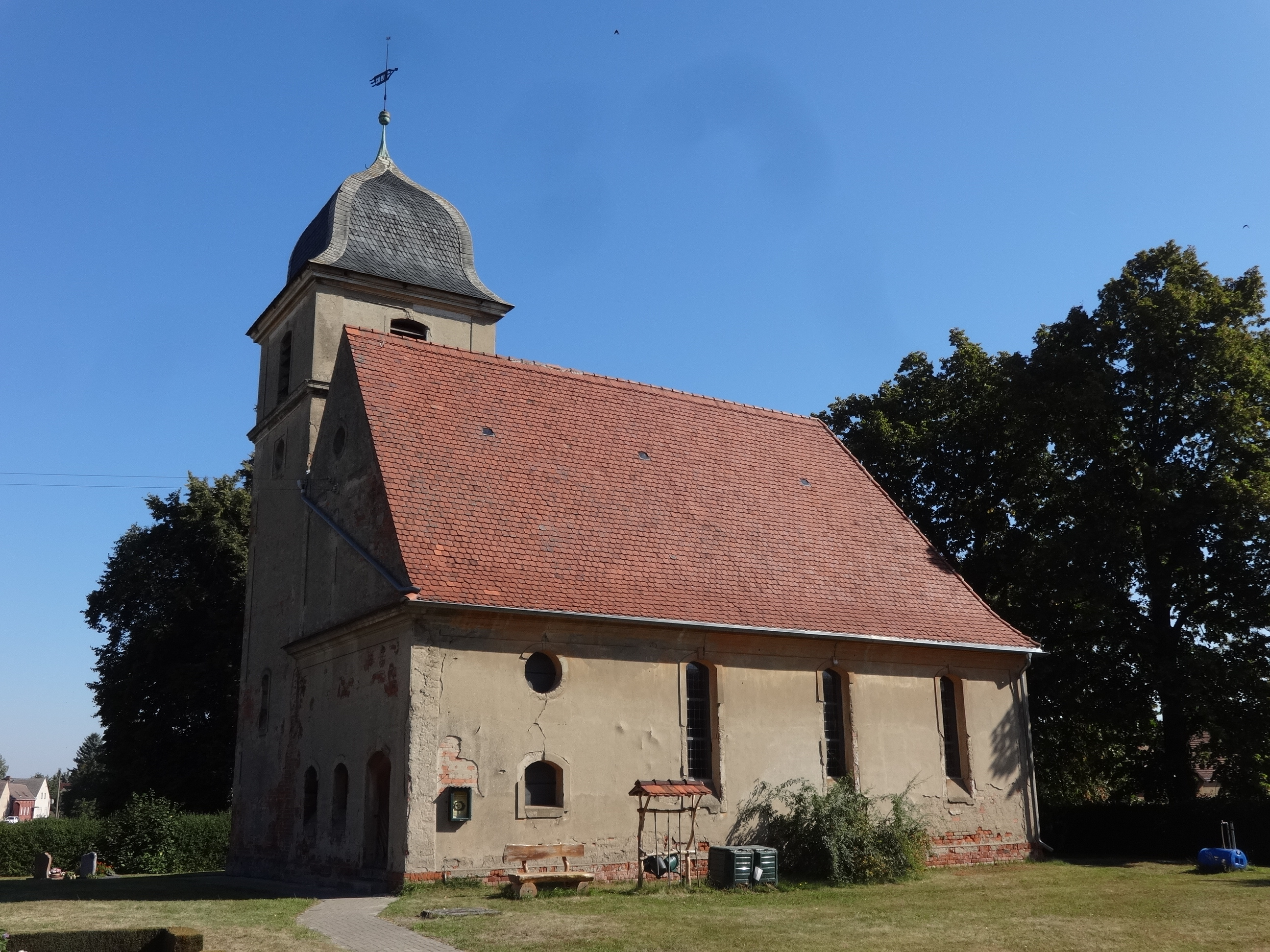
Het 18e-eeuwse kerkje van Niendorf
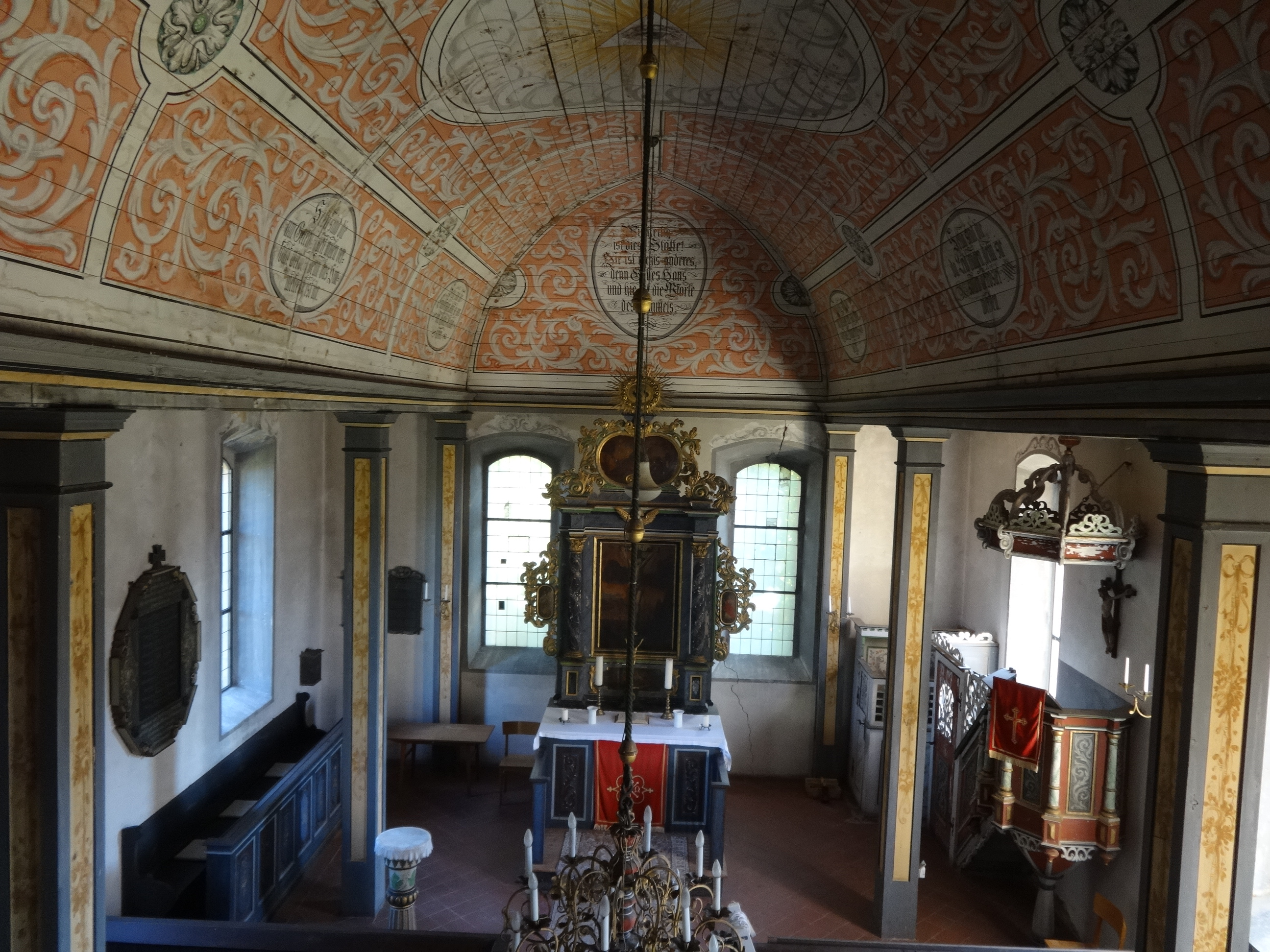
Het 18e-eeuwse interieur van dit kerkje
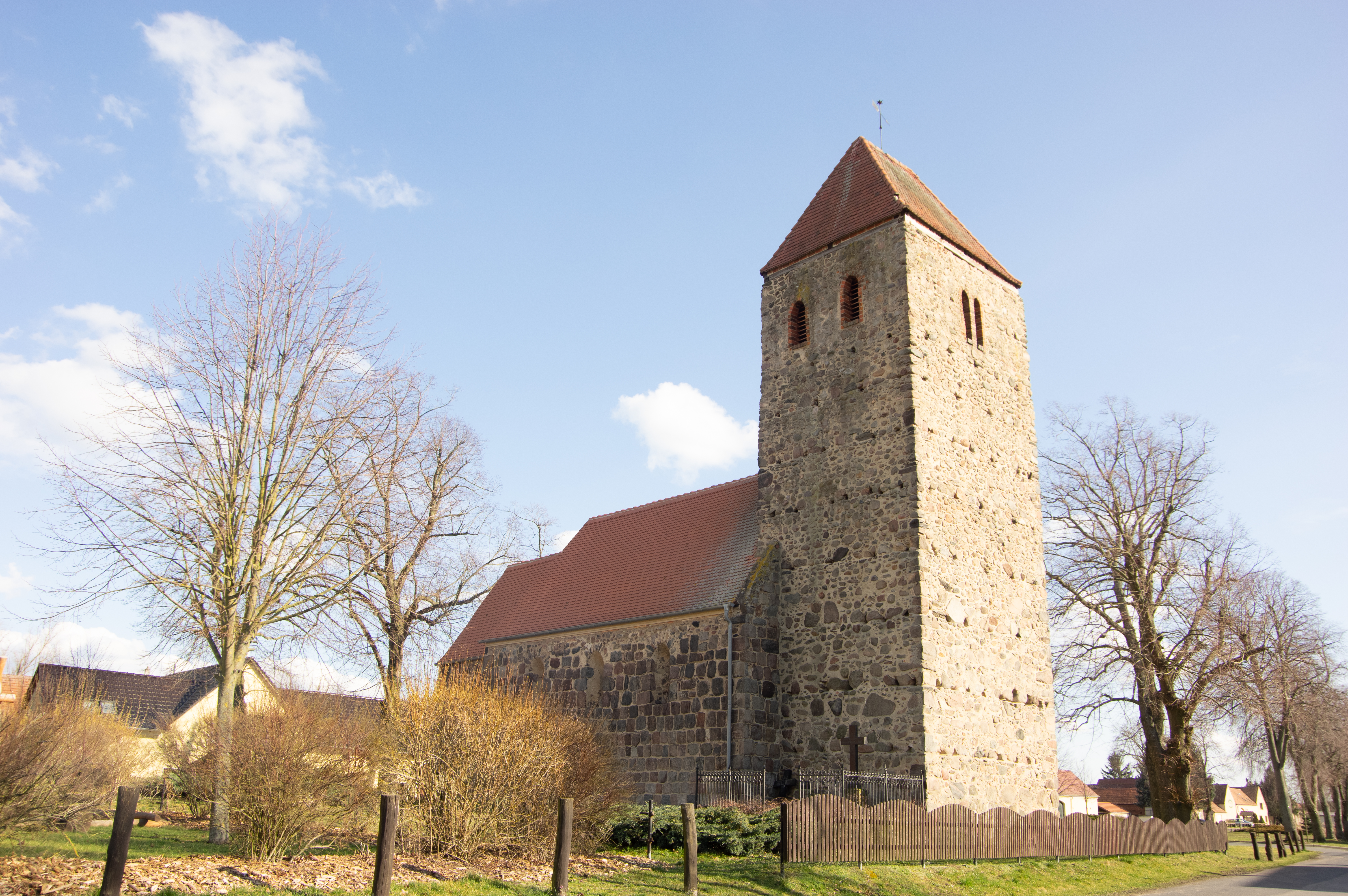
Kerkje van Rietdorf (begin 13e eeuw)
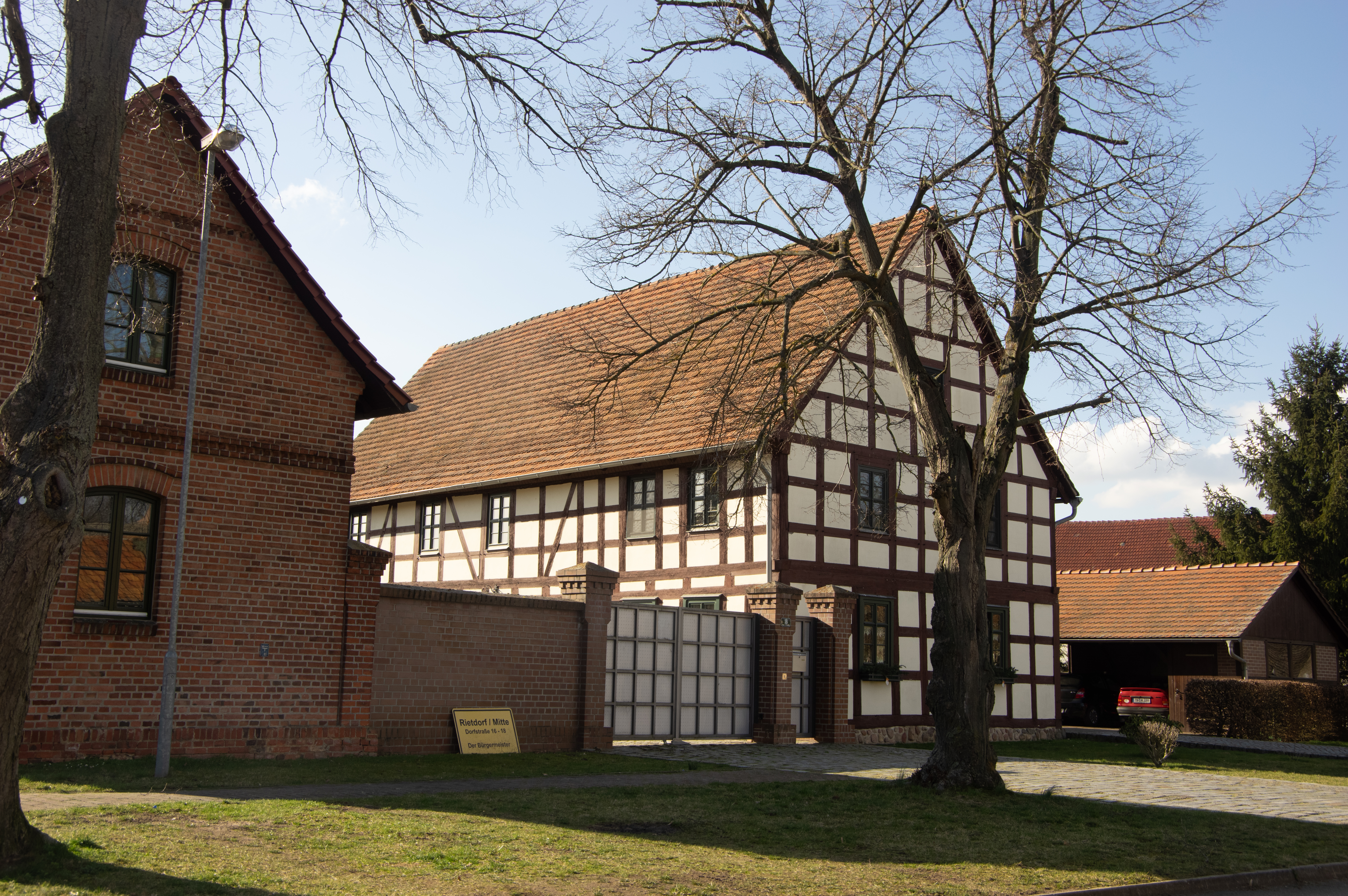
Monumentaal vakwerkhuis te Rietdorf

## Geboren
- Immanuel Johann Gerhard Scheller (* 22 maart 1735; † 5 juli 1803 in Brieg, Silezië, vooraanstaand geleerde op het gebied van de Latijnse taal; zijn strikt alfabetisch geordende Ausführliche und möglichst vollständige lateinisch-deutsche und deutsch-lateinische Lexicon oder Wörterbuch geldt nog altijd als voorbeeld voor veel latere Latijnse woordenboeken. Het werd voor het Nederlands bewerkt door David Ruhnken (uitgave te Leiden en Amsterdam in 1799).

## Externe  link
- www.dahme.de/verzeichnis/objekt.php?mandat=28324 Webpagina website Amt Dahme over Ihlow